# 中川郡 (天鹽國)
中川郡（日语：／ Nakagawa gun */?）為日本北海道上川綜合振興局的郡，位於上川綜合振興局北部的位置。在北海道共有兩個中川郡，因此習慣上會加上所屬振興局作為分辨。

## 轄區
轄區包含3町：
- 美深町
- 中川町
- 音威子府村

## 沿革

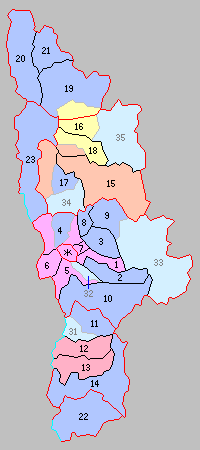
北海道一・二級町村制施行時天盐国中川郡下辖町村（19.下名寄村 20.中川村 21.常盘村 黄：名寄市）

- 1869年8月15日：北海道設置11國86郡，天鹽國中川郡成立。
- 1897年11月：北海道實施支廳制，天鹽國中川郡隸屬增毛支廳之管轄，此時中川郡下轄名寄村、中川村。[1]（2村）
- 1901年：改隸屬上川支廳管轄。
- 1915年4月1日：下名寄村成為北海道二級村。[2]（1村）
- 1919年4月1日：中川村和常盤村成立為北海道二級村。[3]（3村）
- 1920年6月1日：智惠文村從下名寄村分割獨立設置為北海道二級村，下名寄村並改名為美深村。（4村）
- 1923年4月1日：美深村改制為美深町，成为北海道一级町。（1町3村）
- 1943年6月1日：北海道一級二級町村制廢止，中川村、常盤村、智惠文村改為內務省指定村。
- 1946年10月5日：指定町村制廢止。
- 1954年8月1日：智惠文村被併入上川郡名寄町，並脫離中川郡之管轄。（1町2村）
- 1963年4月1日：常盤村改名音威子府村。
- 1964年5月1日：中川村改制為中川町。（2町1村）